# Pasila
Pour les articles homonymes, voir Bole.
Pasila (suédois : Böle) est un quartier d'Helsinki, la capitale de la Finlande.

## Population
Sa superficie est de 1,66 km2 et sa population s'élève à 8276 habitants.

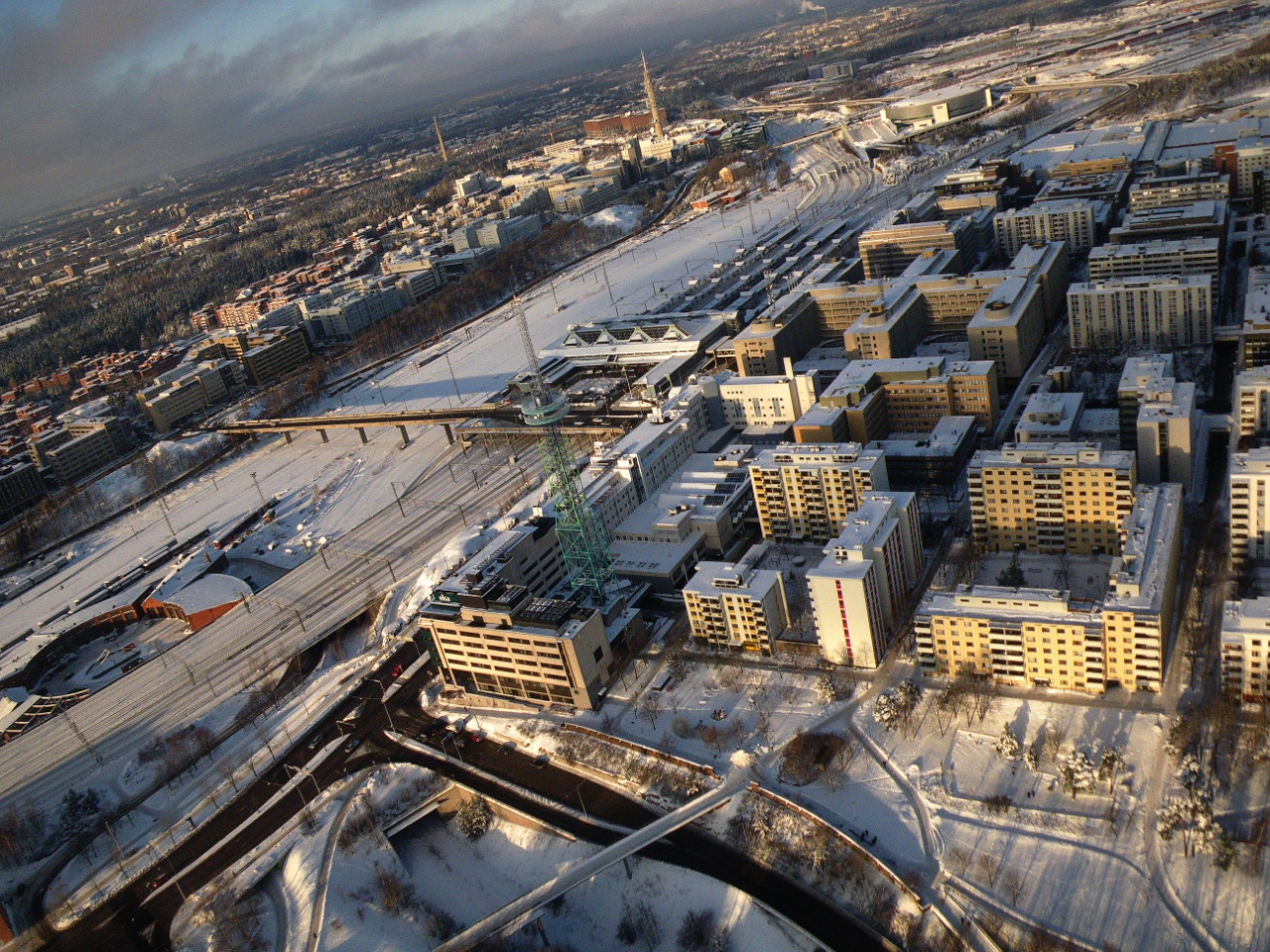
Vue aérienne de Pasila

Des travaux de construction intensifs sont en cours à Pasila et le nombre d'emplois dans le quartier devrait doubler pour atteindre environ 50000 d'ici 2040.
La population du quartier aura alors presque triplé pour atteindre 30 000 habitants.

## Description
Avant les années 1970 le quartier de Pasila était construit de petites maisons en bois, et cet espace s'appelait Pasila-Boisé (finnois : Puu-Pasila),.
De nos jours il reste peu de maisons en bois. Pasila-Ouest (finnois : Länsi-Pasila) et Pasila-Est (finnois : Itä-Pasila) sont séparés par une grande Gare de triage. Le quartier est à 3,5 km au nord du centre-ville historique d’Helsinki.

## Transports en commun

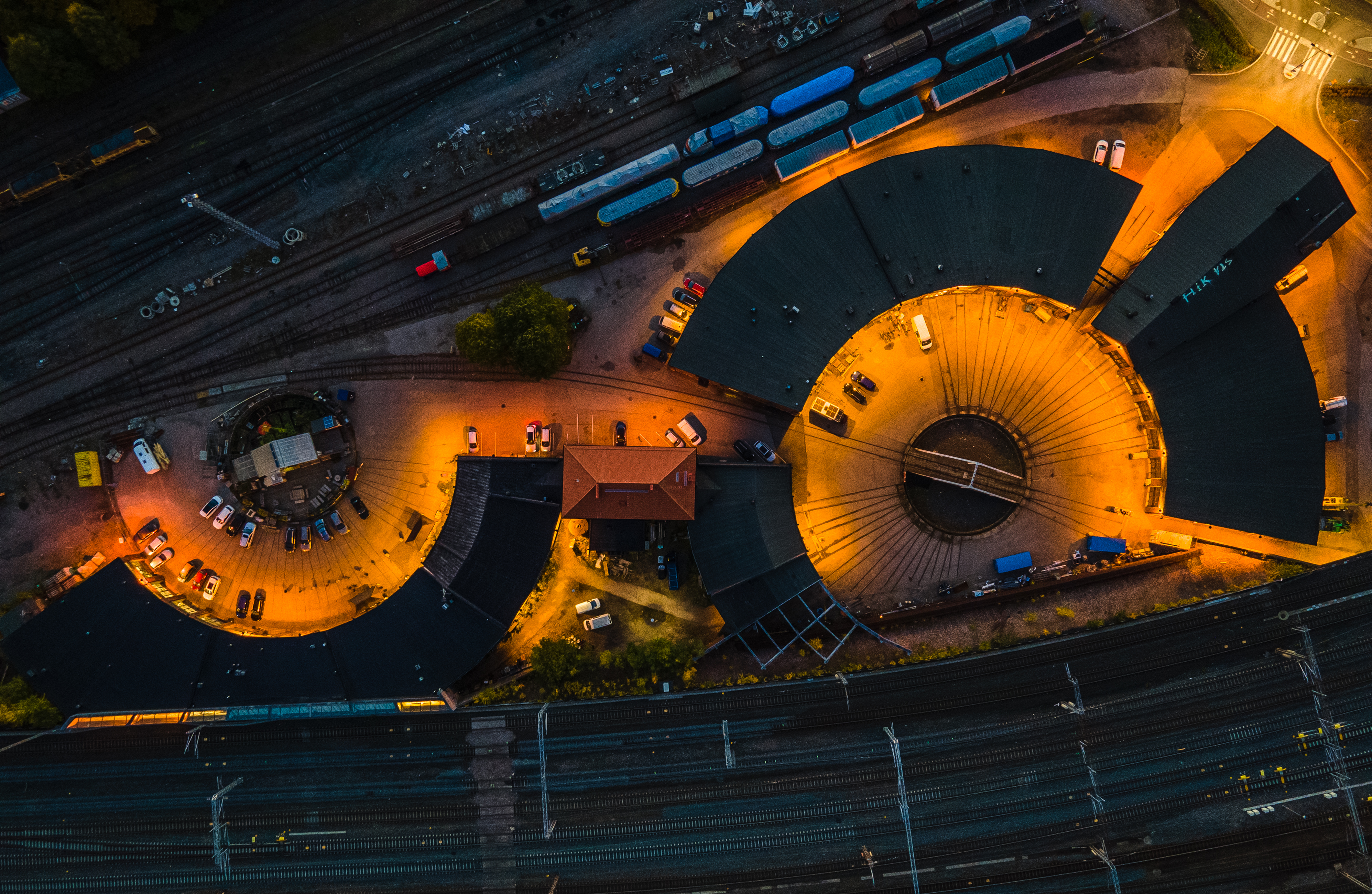
Pasilan veturitallit, dépôt de trains à Pasila. Septembre 2021.

En 2025, 850 bus, 900 trains, 400 rames de tramway et 130 000 passagers transiteront chaque jour par la gare de Pasila.
Une gare routière avec des arrêts de bus et de tramway a été construit en liaison avec la gare.
Pasila est accessible par les lignes de tramway 7 9 et 2.
Les liaisons de tramway à Pasila seront encore améliorées lorsque le tracé de la ligne de tramway 9  continuera vers Ilmala jusqu'à l'arrêt d'Ilmalantori.
Pasila est situé sur la Pohjoisbaana, qui est une des voies du Réseau de voies cyclables d'Helsinki.
Il y a plusieurs stations de vélo de ville à Pasila.

## Galerie

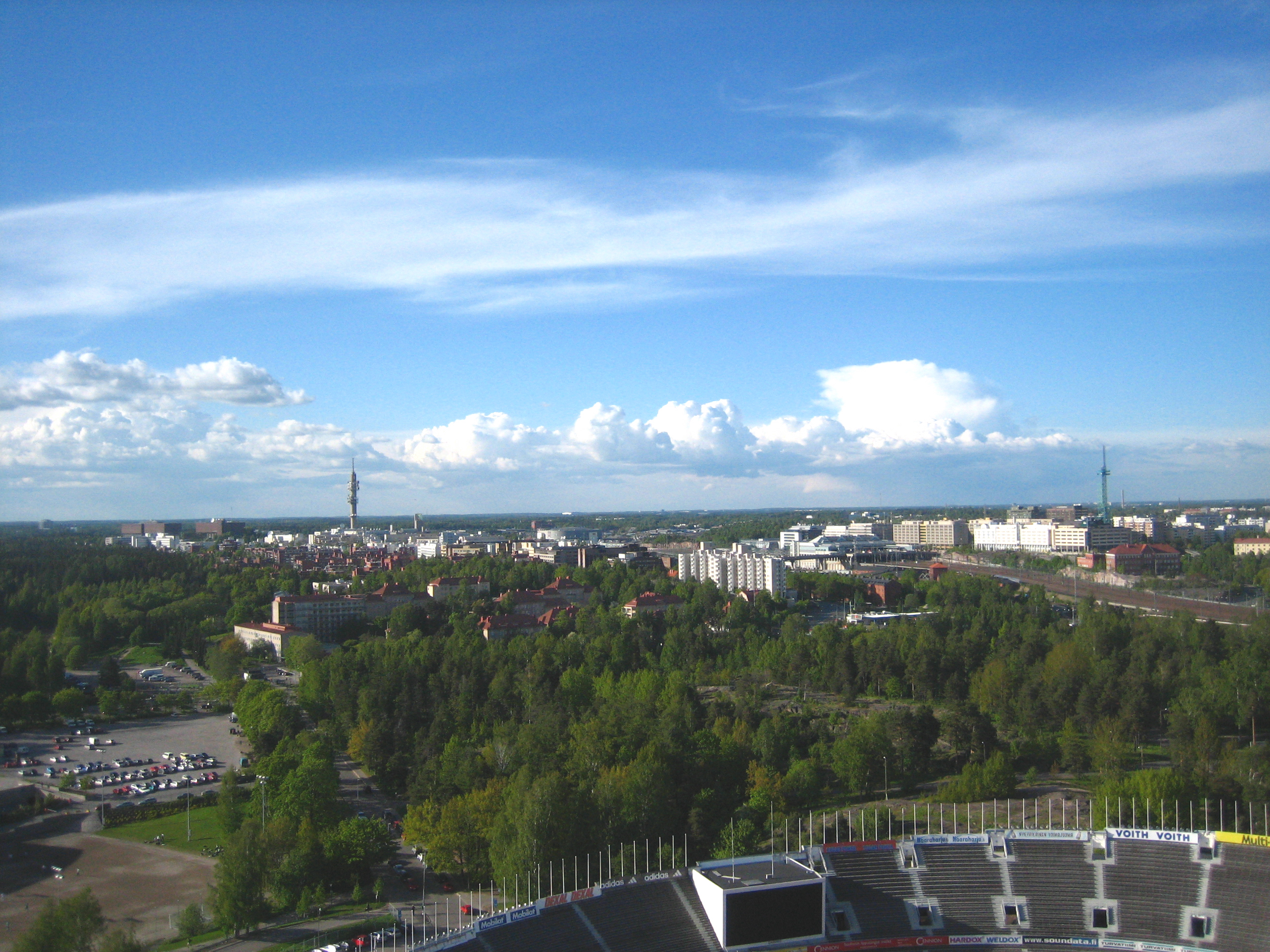
Pasila vue de la Tour du stade olympique, 2006.
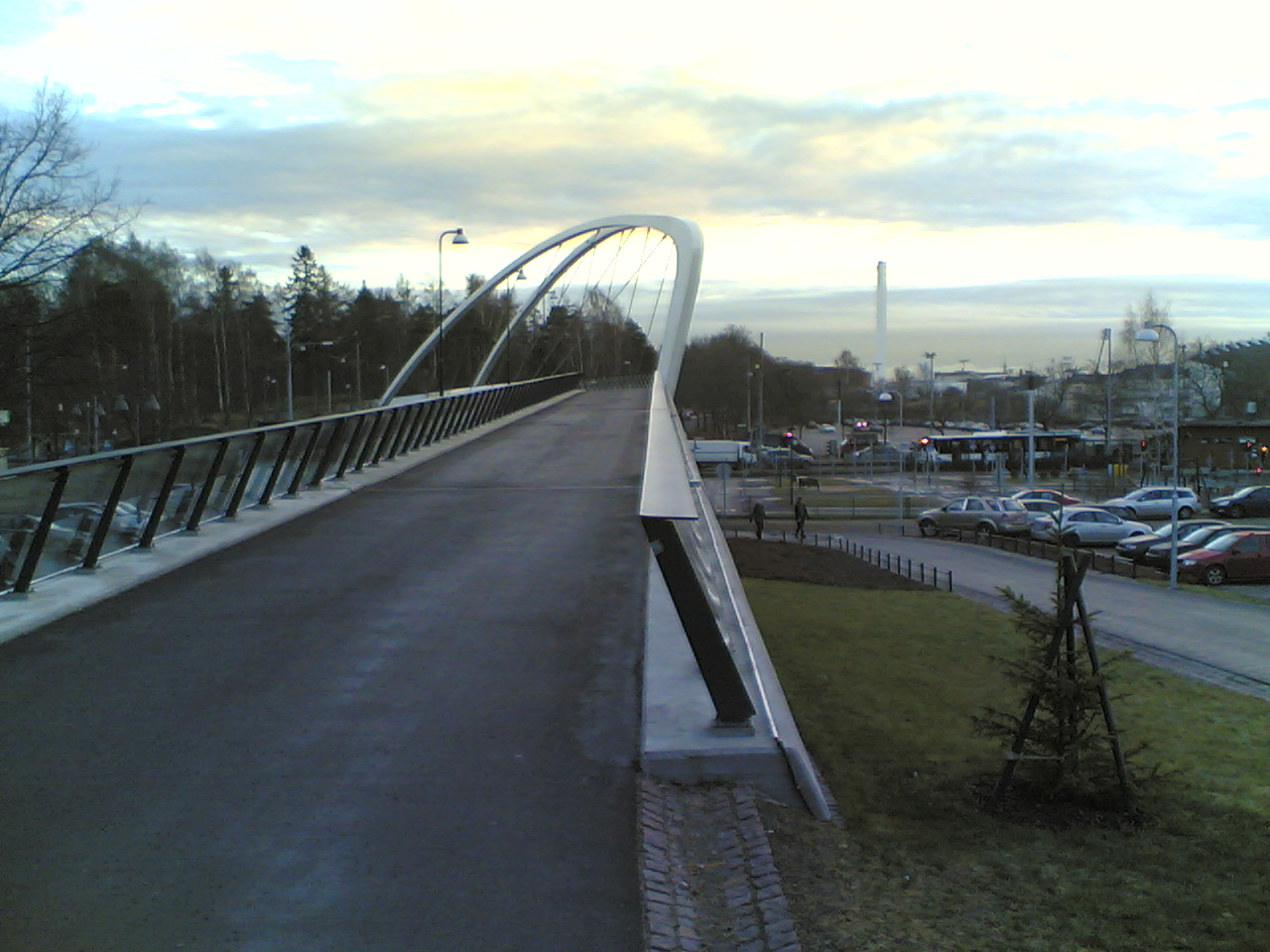
Pont d'Aurora.
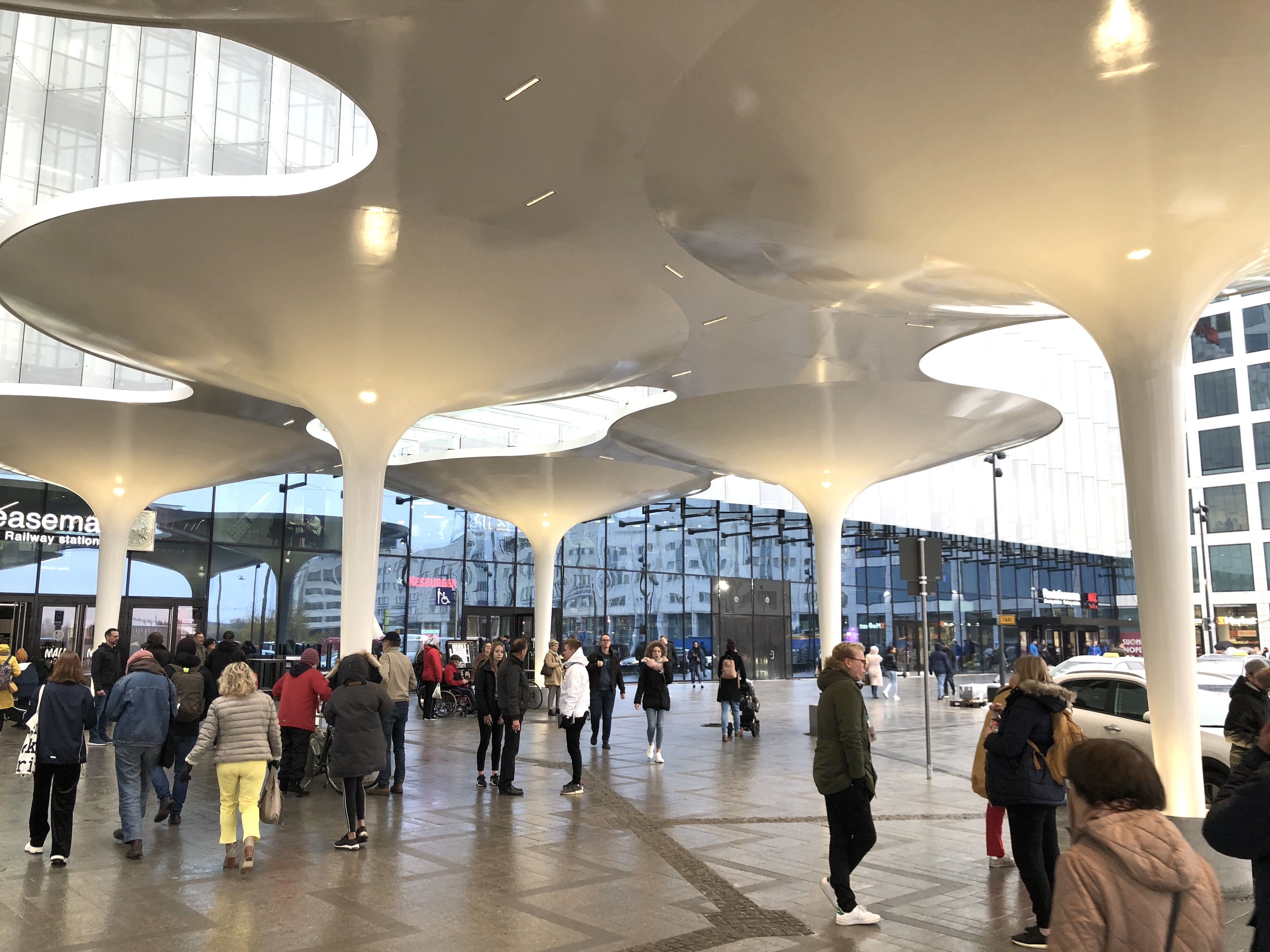
Centre commercial de Tripla
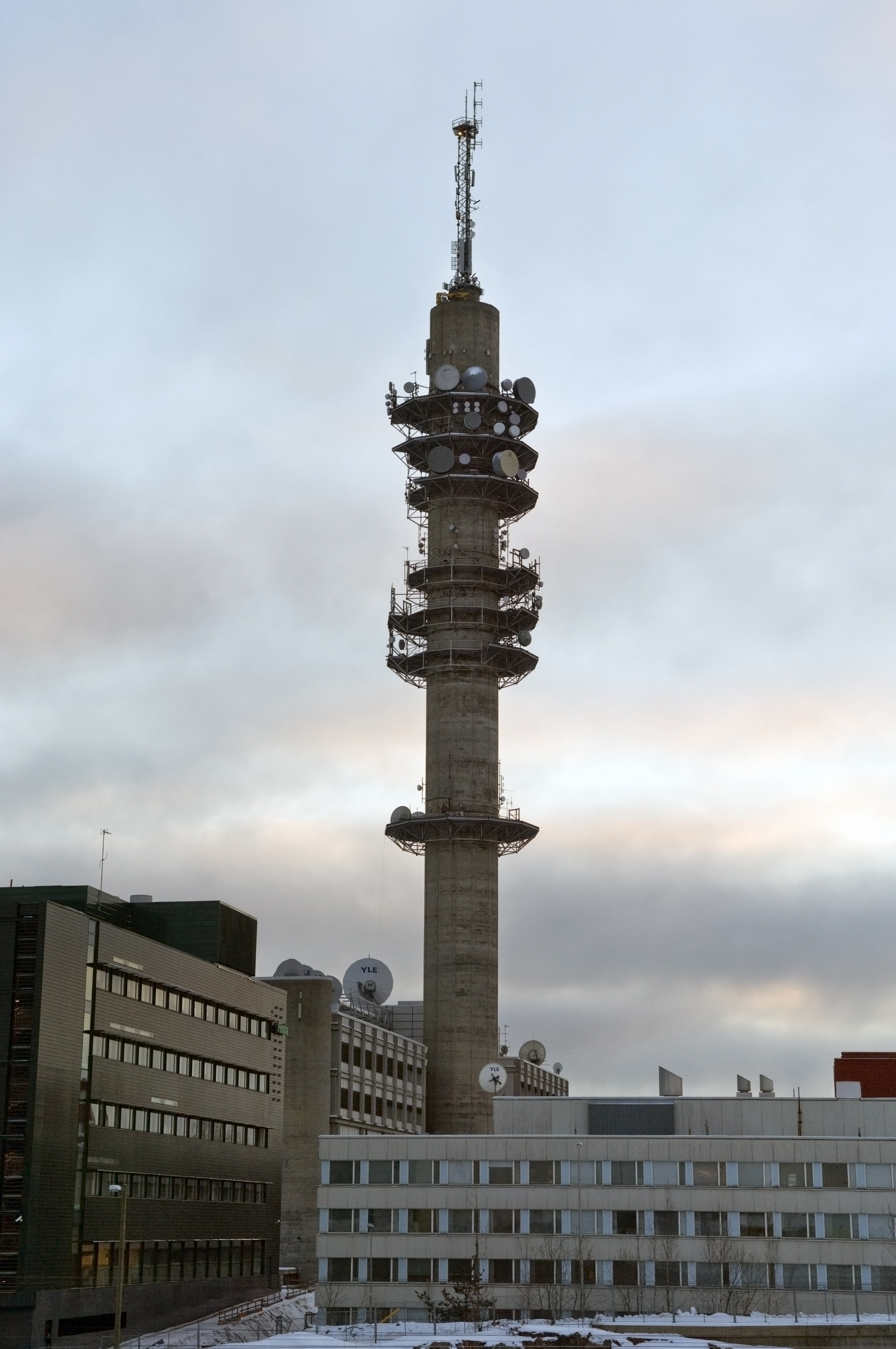
La Tour de Pasila.
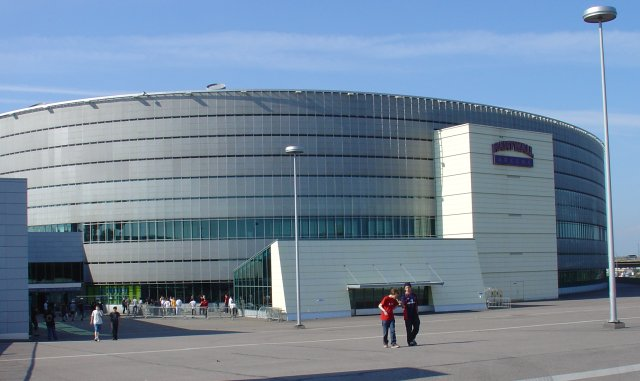
La salle Hartwall Arena.
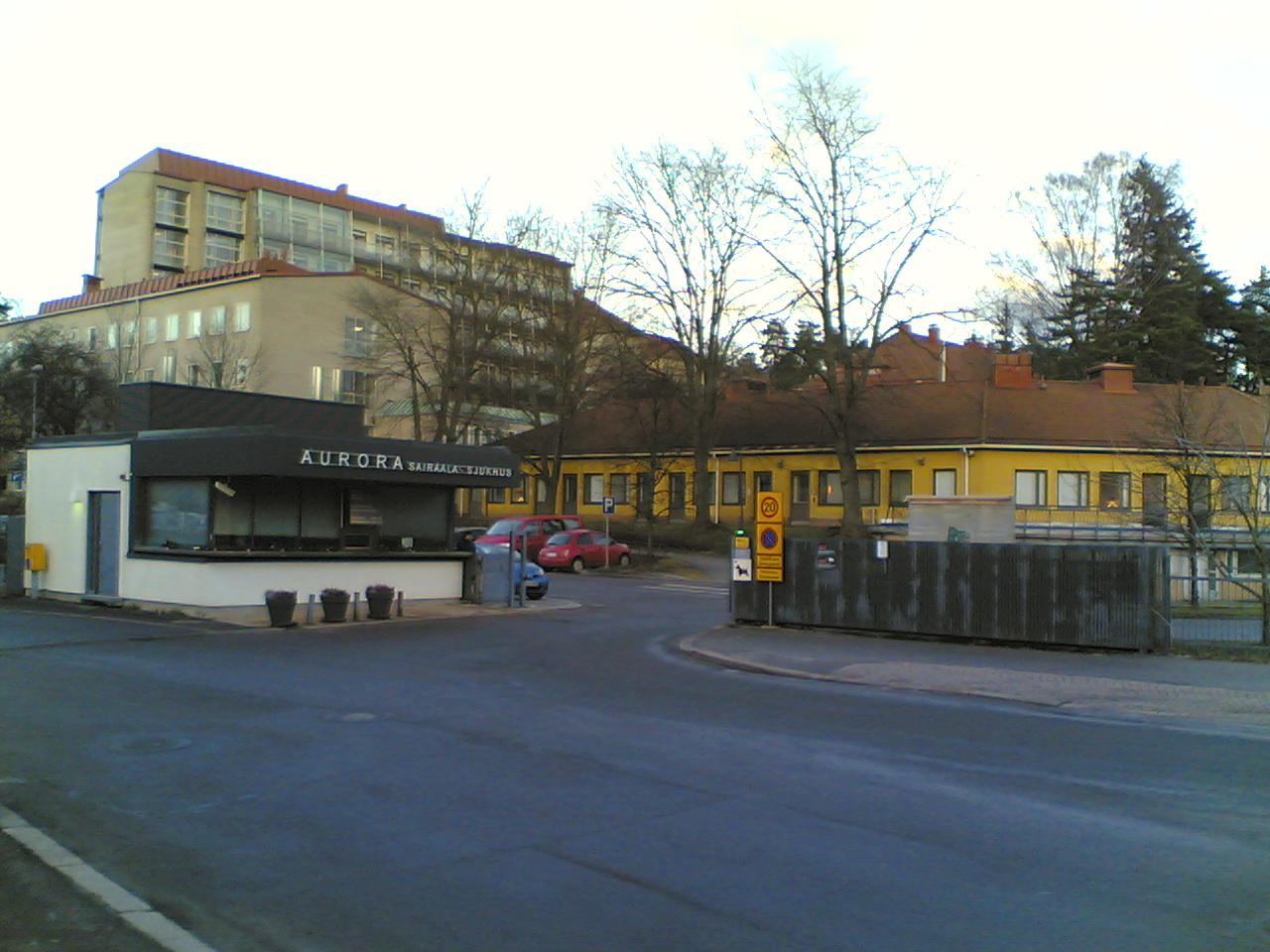
Hôpital d'Aurora